# Boros Zoltán (színművész)
Boros Zoltán (Budapest, 1969. január 16. –) magyar színművész és rendező.

## Életpályája
1979-ben gyerekszínészként kezdte. A Színház- és Filmművészeti Főiskolán 1993-ban színészként diplomázott. Főiskolásként a Vígszínházban volt gyakorlaton. Diplomás színészként először az Arany János Színházhoz szerződött. 1994-től szabadfoglakozású színészként játszott a Vidám Színpadon, a Művész Színházban, a Tivoli Színházban, a Karinthy Színházban, az Újpest Színházban, a Budaörsi Játékszínben és a Pesti Vigadóban is. Nyaranta rendszeresen Tác-Gorsiumban, Gödöllőn és Kisvárdán lépett színpadra.
1998 és 2002 között a Soproni Petőfi Színház tagja volt. 2000-től állandó dramaturgja, segédrendezője a Budapest Táncszínháznak. 2004-től a Turay Ida Színház társulatának tagja. Dramatizálással, írással és díszlettervezéssel is foglalkozik. Fotói folyamatosan jelennek meg különböző lapokban. Szinkronstúdiókban is a népszerű, sokat foglalkoztatott művészek közé tartozik. Érdekes orgánuma szinkronszerepeit egyedivé teszi. Színházi és szinkronszerepei mellett játszott a Nyolc évszak című sorozatban is. 2011-től a Turay Ida Színház által működtetett Magyar Nemzeti Gyermek és Ifjúsági Színházban is dolgozik, mint színész és rendező.

## Fontosabb színházi szerepei
- Terence Frisby: Lány a levesemben – Jimmy
- Marc Camoletti: Négy meztelen férfi – Jean
- Eugène Scribe: Fra Diavolo – Beppo
- Illyés Gyula – Litvai Nelli: Szélkötő kalamona – Palkó
- Sławomir Mrożek: Vatzlav – Illaberek
- Neil Simon: 
  - Furcsa pár – Roy, pókerező
  - Furcsa pár (női változat) – Jesus
- Bokor Fekete Krisztina – Malek Miklós – Gergely Róbert: Csipkerózsika – Király
- Tabi László: Enyhítő körülmény – Tibor
- Varga László: 
  - Kossuth vagy Széchenyi? – Korpár Gábor
  - A nagy hal – szereplő
- Jacques Deval: 
  - Tovaris – . Georges
  - Francia szobalány – Joris, a komornyik
- Jacques Deval – Nádas Gábor – Szenes Iván: Potyautas – Raoul
- Alexander Breffort – Margauerite Monnot: Irma, te édes... Roberto;  Hekus; Achille
- Thornton Wilder – Michael Stewart: Hello, Dolly! – Rudolf (főpincér)
- Georges Feydeau: 
  - Bolha a fülbe – Camille Chandebise
  - Osztrigás Mici – Coringnon hadnagy; Mongicourt, orvos
- William Shakespeare: 
  - Sok hűhó semmiért – Don Pedro
  - Rómeó és Júlia – Tybalt
- Fjodor Mihajlovics Dosztojevszkij: Karamazov testvérek – Aljosa
- Anton Pavlovics Csehov: Cseresznyéskert – Trofimov, Pjotr Alekszejevics, diák
- Georges Berr – Louis Verneuil – Fényes Szabolcs – Mihály István: Hazudni tudni kell – Muzot, magánnyomozó
- Arisztophanész: 
  - Lysistrate – Karion
  - Nők ünnepe – Xelsiloschos
- Szophoklész: 
  - Antigoné – Második őr
  - Oedipus Kolonosban – Kolonosziak kara
- Plautus: A hetvenkedő katona – Pleusicles
- Benjamin Jonson: Volpone – Mosca, Volpone parazitája
- Szigetvári vértanúk – szereplő
- Grimm fivérek: Holle anyó – Mesélő hangja
- E. T. A. Hoffmann – Pjotr Iljics Csajkovszkij: Diótörő – Narrátor
- Csongrádi Kata: Bohóckirálynő – Misike, a súgó
- Mikó István: Repülni akarok – Mozart
- Kisfaludy Károly: 
  - A Hűség próbája – szereplő
  - Kérők – szereplő
- Szigligeti Ede: Liliomfi – Szellemfi, vándorszínész
- Katona József: Bánk bán – Solom mester;1. békétlen
- Jókai Mór: A kőszívű ember fiai – Baradlay Jenő
- Csiky Gergely: A nagymama – Kálmán, a báró rokona
- Molnár Ferenc: Játék a kastélyban – Ádám
- Barta Lajos: Szerelem – Kocsárd, temetkezési vállalkozó
- Vaszary Gábor – Buday Dénes – Bradányi Iván: A meztelen lány – Viktor
- Zilahy Lajos: Az utolsó szerep – Portás a Viktória Panzióban
- Rejtő Jenő: Úrilány szobát keres – Huzdli úr, házmester
- Békeffi István – Lajtai Lajos: Okos mama – Báró Léderer Teddy
- Békeffi István – Szentirmai Ákos – Bradányi Iván: Kölcsönkért kastély – Gruber Sándor, ügyvéd
- Eisemann Mihály – Szilágyi László: Tokaji aszú – Csendőr
- Móricz Zsigmond: 
  - Sári bíró – Jóska
- Móricz Zsigmond – Miklós Tibor – Kocsák Tibor: Légy jó mindhalálig – Nagy úr, öregdiák
- Móra Ferenc: Kincskereső kisködmön – Küsmödi bácsi
- Tamási Áron: Ábel – Ábel
  - Énekes madár – Kömény Móka, fiatal legény
  - Vitéz lélek – Büllents
- Rideg Sándor: Indul a bakterház – Bendegúz
- Spiró György: Az imposztor – Damse
- Kertész Mihály: Na, de államtitkár úr! – Máté, altiszt és főportás
- Hubay Miklós – Ránki György – Vas István: Egy szerelem három éjszakája – Menyhért
- William Somerset Maugham: 
  - Imádok férjhez menni – Raham, ügyvéd
  - Dzsungel – Ongh Chi Seng
- Presser Gábor – Horváth Péter – Sztevanovity Dusán: A padlás – Rádiós
- Rudyard Kipling – Topolcsányi Laura: A dzsungel könyve – Akela; Sir Kán
- Girard Antonie Tabarin: A Széltoló – szereplő
- John Steinbeck: Egerek és emberek – George
- Ion Luca Caragiale: Zűrzavaros éjszaka – Rica Venturiano járásbírósági irattáros, joghallgató és közíró
- Ken Kesey – Dale Wasserman: Száll a kakukk fészkére – Scanlon
- Miguel de Cervantes – Dale Wasserman – Mitch Leigh – Joe Darion: La Mancha lovagja – Pedro
- L. Frank Baum: Óz – Ozzy bácsi, a postás; Óz, a varázsló
- Peterdi kabaré – szereplő
- Kálmán Imre: Marica grófnő – Ödön
- Eisemann Mihály – Zágon István – Nóti Károly: Hippolyt, a lakáj – . Makáts Csaba
- Willy Russell: Vértestvérek – Sammy
- Ron Aldridge: Csak kétszer vagy fiatal – Richard
- Anthony Marriott – Alistair Foot: Csak semmi szexet, kérem, angolok vagyunk Peter... Hunter
- Georgo Faloni: Ártatalan vagyok – Portás
- F. Scott Fitzgerald – Arthur Valentin Grósz: Sztár leszel! – Robert Taylor, gondnok
- Topolcsányi Laura: 
  - A medve nem játék! – székely pajzán történetek – szereplő
  - Segítség, én vagyok a feleségem! – Kisbéla
  - Aladdin – Jágó
  - Tündéria – Bárd
  - A Mikulás manói – szereplő
  - Bubamara – Cickány, Báró barátja
  - Topolcsányi Laura – Berkes Gábor: Csakazértis szerelem – Rendőr
- Topolcsányi Laura]] – Berkes Gábor: Ikrek előnyben – Country Jack
- Báldi Mária – Berkes Gábor: A nők (is) a fejükre estek – Ernő, portás
- Kiss József: Az angyalok nem sírnak – Hadközeg, felkelő
- Vajda Katalin: Anconai szerelmesek – Giovanni, a cukrász
- Vajda Anikó – Németh Zoltán: Nem tudok élni nélküled – Alex (Misi fia, Lili bátyja, 35 körüli)
- Ken Ludwig: Mi van a szoknya alatt? avagy a káprázatos kisasszonyok – Butch

## Rendezéseiből
- Lara De Mare: Amerikai legenda (Turay Ida Színház)
- Topolcsányi Laura: A Mikulás manói (Turay Ida Színház)
- Topolcsányi Laura: Aladdin (Turay Ida Színház)
- Carlo Collodi: Pinokkió (Turay Ida Színház)
- L. Frank Baum: Óz (Turay Ida Színház)

## Játékfilmjei, televíziós munkái
- Kossuth vagy Széchenyi? (magyar tévéjáték, 1977)
- A szeleburdi család (magyar vígjáték, 1981) – Radó
- Az élet muzsikája – Kálmán Imre (magyar vígjáték, 1984)

- Shakespeare: III. Richárd (TV-film, 1992)

- A nagy hal (magyar vígjáték, 2000)

## Szinkronszerepei

### Sorozatok
| - A játszma vége: Matthew Malone – Ben Chaplin Neil Stuke - A klinika: Rolf, Imo barátja – Roger Hübner - A mentalista: Ed Masterson CBI ügynök – Rick Peters - Ármány és szenvedély: Larry Morris – Adam Jeffries - Az elit alakulat: Donald Hoobler – Peter McCabe - Bajnokakadémia: Snowy Bowles – Heath Ledger - Baywatch: Matt Brody – David Charvet - Berlin, Berlin: Sven Ehlers – Jan Sosniok - Bűbájos boszorkák: Leo Wyatt – Brian Krause - Dr. Csont: Special Agent Jamie Kenton – Adam Baldwin - Erdei iskola: Scott Barringer – Hayden Christensen - Falcon Crest: Cole Gioberti – William R. Moses - Gengszter románc: Brian - Justin Bartha - Kaland Bt.: Gabriel Patterson – Jesse Nilsson - Madison: Tom Connor – Chad Willett - Medicopter 117 – Légimentők: Gero – Stefano Bernardin - Melrose Place: Carter Gallavan – Chad Lowe - Ments meg!: Bart "Shawn" Johnston – Larenz Tate - Oroszlánszívű fivérek: Jonatan – Staffan Götestam - Partvidéki szerelmesek: Marco – Cris Campion - Providence: Burt Ridley – Jon Hamm - Rendőrakadémia: Dean Tackleberry – Jeremiah Birkett - Rosalinda: Roberto Pérez Romero – Jorge de Silva - Sleeper Cell - Terrorista csoport: Thomas "Tommy" Emerson – Blake Shields - Sportakadémia: Matthieu – Gregori Baquet - Sue Thomas - FBI: Robert "Bobby" Manning – Rick Peters - Sweet Valley: Todd Wilkins – Ryan James Bittle Jeremy Vincent Garrett - Szívtipró gimi: Peter "D'Espo" D'Esposito – Mario Gamma - True Blood – Inni és élni hagyni: Lafayette Reynolds – Nelsan Ellis - V.I.P. – Több, mint testőr: Johnny Loh – Dustin Nguyen - Yago: Celso (Yago) – Marcelo Cosentino - Zsaru zsenik: Hannes Lohberg – Michael Deffert |

### Filmek
| - A nagy kvízválasztó: Brian Jackson – James McAvoy - Adatrablók: Dade Murphy / Zero Cool / Crash Override – Jonny Lee Miller - Álmok útján: Henry – Justin Long - Apácashow 2. - Újra virul a fityula: Richard "Sketch" Pinshum – Ron Johnson - Az utolsó vacsora: Pete (Azutva) – Ron Eldard - Bronxi mese: Dilis Mario (17 évesen) – Louis Vanaria - Dalok szárnyán: Joe Ojeda – Rueben Gonzáles - Danielle Steel: Apu: Benjamin "Ben" Watson – Ben Affleck - Emlékezz a titánokra!: Petey Jones – Donald Faison - Ez a fiúk sorsa: Arthur Gayle – Jonah Blechman - Godzilla: O`Neal őrmester – Doug Savant - Holnapután: Brian Parks – Arjay Smith - Holt költők társasága: Richard Cameron – Dylan Kussman - Horrorra akadva 3.: Mahalik – Anthony Anderson - Kísérleti patkányok: U.V. – Chad Donella - Kőbunkó: Linkovich "Link" Chumonfski – Brendan Fraser - Kutyahideg: Charlie Cooper – Jason Biggs - Memphis Belle: Sgt. Jack Bocci – Neil Giuntoli - Muriel esküvője: Brice Nobes – Matt Day - Nyomul a banda: T. B. Player – Ethan Embry - Pasik és csajok: Hunter / Steve – Jason Biggs - Röfitábor: Swackback (Röfit) – Jake Grace - Titkos imádó: Roger Despard – Casey Siemaszko - Túl az Óperencián: Joseph Donnelly – Tom Cruise - Újrakezdők – Szerelmes szingli szittert keres: Aram Finklestein – Justin Bartha - Végveszélyben: Cortez vegyésze – Mario Iván Martínez - Vissza a jövőbe: Biff Tannen – Thomas F. Wilson - Vissza a jövőbe II.: BiffTannen – Thomas F. Wilson - Vissza a jövőbe II.: Griff Tannen – Thomas F. Wilson - Vissza a jövőbe III.: Buford 'Mad Dog' Tannen – Thomas F. Wilson - Vissza a jövőbe III.: Biff Tannen – Thomas F. Wilson |

### Rajzfilmek, rajzfilmsorozatok
- Az elsüllyedt világok: Shangor – Luq Hamet
- Babar – Adorján (Alexander)
- Candy Candy: Terrance (Terry) Graham Grandchester – Kei Tomiyama
- Denver, az utolsó dinoszaurusz: Shades – Cam Clarke
- Micimackó kalandjai: Ürge – Howard Morris
- Mackó-show a nagy kék házban – Rágcsa
- South Park: Gerald Broflovski – Matt Stone
- Grimm legszebb meséi I-II
- Macskafogó (magyar-NSZK-kanadai rajzfilm, 1986) – Samu
- A kék egér (papírkivágásos sorozat, 1997-1998) – Mókus